# Campionati tedeschi di sci alpino 1961
I Campionati tedeschi di sci alpino 1961 si disputarono a Garmisch-Partenkirchen; furono assegnati i titoli di discesa libera, slalom gigante, slalom speciale e combinata, sia maschili sia femminili.

## Risultati
| Specialità      | Uomini             | Donne       |
| --------------- | ------------------ | ----------- |
| Discesa libera  | Fritz Wagnerberger | Heidi Biebl |
| Slalom gigante  | Ferdl Fettig       | Heidi Biebl |
| Slalom speciale | Willy Bogner       | Heidi Biebl |
| Combinata       | Adalbert Leitner   | Heidi Biebl |